# Черница-Вроцлавская
Черница-Вроцлавская (пол. Czernica Wrocławska) — пассажирская и грузовая железнодорожная станция в селе Черница (пол. Czernica), в гмине Черница, в Нижнесилезском воеводстве Польши. Имеет 1 платформу и 2 пути.
Станция была построена в 1909 году, когда эта территория была в составе Германской империи.